# Grb Esvatinija
Grb Esvatinija prikazuje lava i slona koji pridržavaju tradicionalni "Nguni" štit koji simbolizira zaštitu. Lav predstavlja Kralja Esvatinija (Svazilanda), a slon Kraljicu Majku. Iznad štita je "lidlabe", kraljeva kruna od perja koju nosi za vrijeme "Ncwale", festivala žetnje. Ispod štita je bijela traka s državnim geslom Siyinqaba (Mi smo tvrđava).